# Tir à l'arc aux Jeux européens de 2023
Navigation
Édition précédente
Les épreuves de tir à l'arc aux Jeux européens de 2023 ont lieu à la Plaszowianka Archery Park de Cracovie, en Pologne, du 23 au 29 juin 2023. 8 épreuves sont au programme.
Le 10 mai 2023, la Fédération européenne de tir à l'arc a annoncé une liste de 118 archers sur les 128 qui sont qualifiés pour les jeux, à la suite de la conclusion des épreuves de qualification ayant eu lieu à Lilleshall en Angleterre. Dix places d'universalité, 5 chacune dans l'arc classique individuel hommes et femmes restent à attribuer.
Les épreuves par équipes mixtes, contrairement aux épreuves classiques par équipes masculines et féminines, n'ont pas reçu de quotas propres ; 24 nations ont qualifié au moins un homme et une femme en classique pour se qualifier pour les épreuves classiques par équipes mixtes, avec la possibilité d'autres équipes après la confirmation des places d'universalité. De plus, neuf nations ont qualifié au moins un homme et une femme dans la catégorie poulies, et sont donc qualifiées pour l'épreuve double mixte poulies.

## Quotas olympiques
Les épreuves en arc classique sont utilisées comme tournoi continental de qualification pour les Jeux olympiques d'été de 2024.
- Classique Équipe Mixte : Le CNO de l'équipe mixte la mieux classée obtiendra une (1) place de quota pour les femmes et une (1) pour les hommes, pour un total de deux (2) places de quota.
- Classique Individuel Hommes/Femmes : les CNO des deux (2) athlètes les mieux classés de différents CNO obtiendront chacun une (1) place de quota dans le genre concerné.

## Médaillés
| Épreuve                   | Or                                                                  | Argent                                                  | Bronze                                                       |
| ------------------------- | ------------------------------------------------------------------- | ------------------------------------------------------- | ------------------------------------------------------------ |
| Hommes                    |                                                                     |                                                         |                                                              |
| Arc classique individuel  | Florian Unruh (GER)                                                 | Miguel Alvariño (ESP)                                   | Pablo Acha (ESP)                                             |
| Arc classique par équipes | Italie- Mauro Nespoli - Federico Musolesi - Alessandro Paoli        | Espagne- Andres Temino - Miguel Alvariño - Pablo Acha   | Suisse- Keziah Chabin - Thomas Rufer - Florian Faber         |
| Arc à poulies individuel  | Jozef Bošanský (SVN)                                                | Marco Bruno (ITA)                                       | Emircan Haney (TUR)                                          |
| Femmes                    |                                                                     |                                                         |                                                              |
| Arc classique individuel  | Penny Healey (GBR)                                                  | Elia Canales (ESP)                                      | Chiara Rebagliati (ITA)                                      |
| Arc classique par équipes | Grande-Bretagne- Penny Healey - Jaspreet Kaur Sagoo - Bryony Pitman | France- Caroline Lopez - Audrey Adiceom - Lisa Barbelin | Italie- Tatiana Andreoli - Chiara Rebagliati - Lucilla Boari |
| Arc à poulies individuel  | Elisa Roner (ITA)                                                   | Ella Gibson (GBR)                                       | Hazal Turburn (TUR)                                          |
| Mixte                     |                                                                     |                                                         |                                                              |
| Arc classique par équipes | Espagne- Miguel Alvariño - Elia Canales                             | Ukraine- Ivan Kozhokar - Anastasia Pavlova              | Allemagne- Florian Unruh - Michelle Kroppen                  |
| Arc à poulies par équipes | Estonie- Robin Jäätma - Lisell Jäätma                               | Danemark- Tanja Gellenthien - Mathias Fullerton         | Italie- Marco Bruno - Elisa Roner                            |

## Tableau des médailles
- Pays organisateur (Pologne)

| Rang  | Nation          | Or | Argent | Bronze | Total |
| ----- | --------------- | -- | ------ | ------ | ----- |
| 1     | Italie          | 2  | 1      | 3      | 6     |
| 2     | Grande-Bretagne | 2  | 1      | 0      | 3     |
| 3     | Espagne         | 1  | 3      | 1      | 5     |
| 4     | Allemagne       | 1  | 0      | 1      | 2     |
| 5     | Estonie         | 1  | 0      | 0      | 1     |
| 5     | Slovaquie       | 1  | 0      | 0      | 1     |
| 7     | Danemark        | 0  | 1      | 0      | 1     |
| 7     | France          | 0  | 1      | 0      | 1     |
| 7     | Ukraine         | 0  | 1      | 0      | 1     |
| 10    | Turquie         | 0  | 0      | 2      | 2     |
| 11    | Suisse          | 0  | 0      | 1      | 1     |
| Total | Total           | 8  | 8      | 8      | 24    |